# George W. Webber

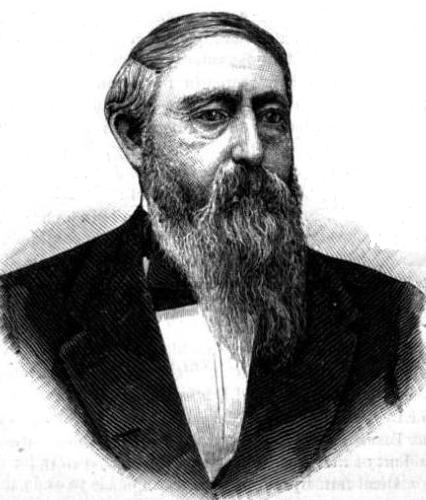
George W. Webber

George Washington Webber (* 25. November 1825 in Newbury, Vermont; † 15. Januar 1900 in Ionia, Michigan) war ein US-amerikanischer Politiker. Zwischen 1881 und 1883 vertrat er den Bundesstaat Michigan im US-Repräsentantenhaus.

## Werdegang
George Webber besuchte die öffentlichen Schulen seiner Heimat. 1852 zog er in das Manistee County in Michigan, wo er in der Landwirtschaft, im Holzgeschäft, im Handwerk und im Handel arbeitete. Im Jahr 1858 zog er nach Ionia weiter, wo er ebenfalls in der Holzbranche und im Handel tätig war. 1870 stieg Webber auch ins Bankgewerbe ein. Von 1872 bis fast zu seinem Tod war er Präsident der Second National Bank of Ionia. Außerdem schlug er als Mitglied der Republikanischen Partei eine politische Laufbahn ein. In den Jahren 1874 und 1875 fungierte er als Bürgermeister von Ionia.
Bei den Kongresswahlen des Jahres 1880 wurde Webber im fünften Wahlbezirk von Michigan in das US-Repräsentantenhaus in Washington, D.C. gewählt, wo er am 4. März 1881 die Nachfolge von John W. Stone antrat. Da er im Jahr 1882 auf eine erneute Kandidatur verzichtete, konnte er bis zum 3. März 1883 nur eine Legislaturperiode im Kongress absolvieren. Nach seinem Ausscheiden aus dem Repräsentantenhaus nahm Webber seine früheren Tätigkeiten wieder auf. Er starb am 15. Januar 1900 in Ionia, wo er auch beigesetzt wurde.